# DN1H
DN1H este un drum național din România, care leagă DN1 de DN1C, din valea Crișului Repede până în valea Someșului, trecând prin municipiul Zalău.